# Oleksij Torochtij
Oleksij Pavlovytj Torochtij (ukrainska: Олексій Павлович Торохтій), född 22 maj 1986 i Zugres i Ukrainska SSR i Sovjetunionen (nuvarande Ukraina), är en ukrainsk tyngdlyftare som har tävlat i 105-kilosklassen. I världsmästerskapen i tyngdlyftning har han vunnit en bronsmedalj år 2011. Han deltog i olympiska sommarspelen 2012 i London där han vann guld. Torochtij blev sedermera av med sin guldmedalj efter att hans dopingprov visat sig vara positivt.